# Palacio Ducal de Gandía

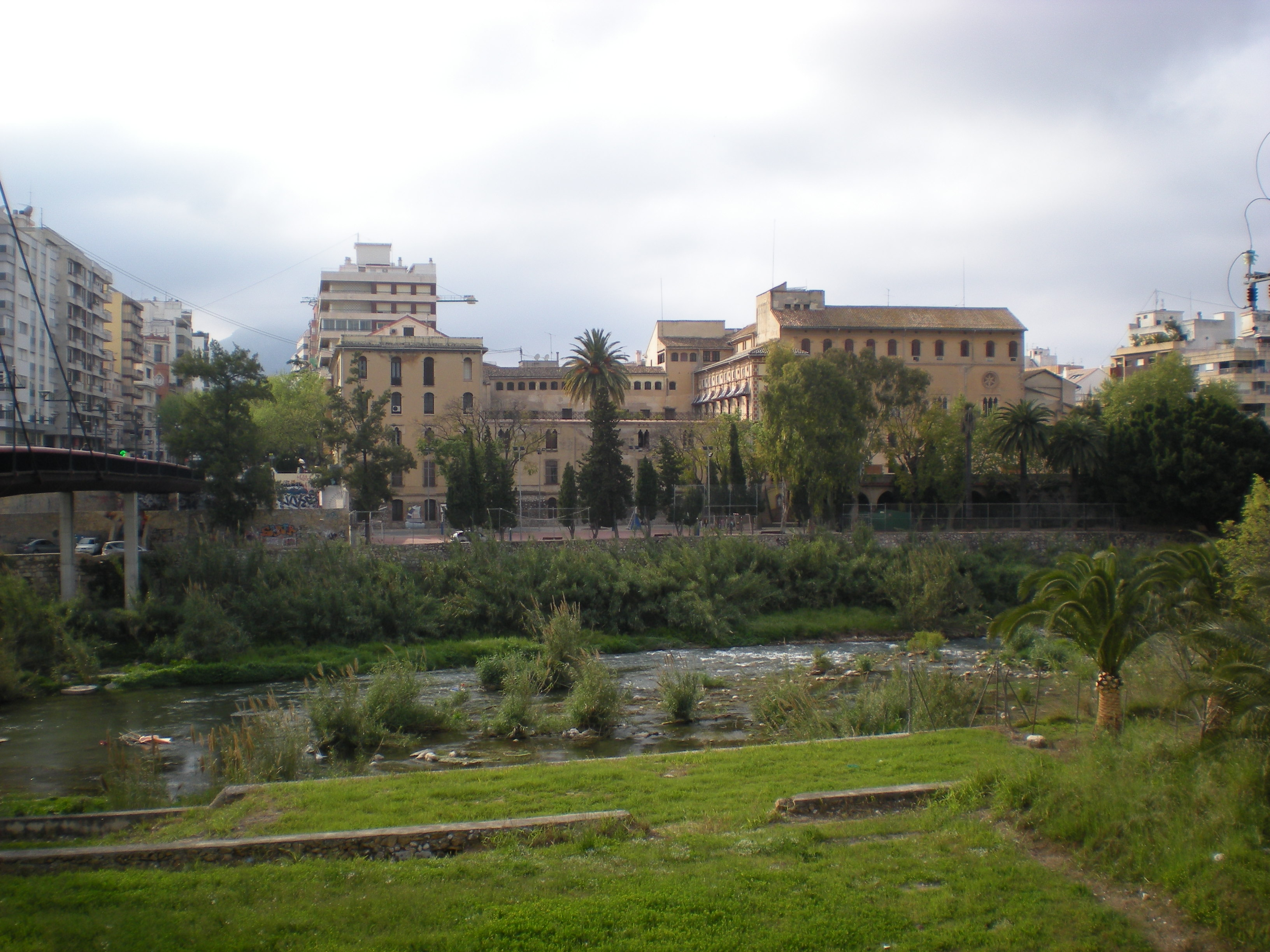
Río Serpis y Palacio Ducal de Gandía.

El Palacio Ducal de Gandía es uno de los monumentos más importantes de la ciudad de Gandía, que ha sido objeto de numerosas restauraciones. Es una importante muestra de palacio del gótico civil valenciano. Casa natalicia de San Francisco de Borja. Destaca el patio de Armas, gótico y la Galería Dorada, del siglo XVII, con azulejos originales de la época. Está considerado una de las mansiones señoriales más importantes de la Corona de Aragón. La habitación de Francisco de Borja se conserva prácticamente tal y como estaba en aquel entonces y no se permite pisarla, solo puede verse desde fuera.

## Historia
El rey Jaime II el Justo, concede en 1323 el señorío de Gandía a su hijo el infante Pere. Alfonso de Aragón el Viejo, hijo del anterior, hereda posteriormente este señorío (1359) y lo eleva a la categoría de Ducado Real en 1399. Es Alfonso el Vell, quien comienza la construcción del palacio.
En 1485 Rodrigo de Borja, (futuro papa Alejandro VI), después de satisfacer una deuda que el rey Fernando el Católico tenía, desde el año 1470, con la ciudad de Valencia, donde Gandía actuaba como prenda, compra el Ducado de Gandía, para su hijo Pedro Luis de Borja (Borgia), quien se convierte en el primer duque de Gandía.
Con la llegada de la familia Borja, el edificio se verá ampliado y modificado. Pedro Luis, María Enríquez de Luna y Francisco de Borja, dejaran su impronta entre los siglos XV y XVI. A esta época corresponde la remodelación del Salón de Coronas.
En época barroca, los duques de Borja darán un nuevo aire al edificio con la remodelación del salón de Águilas y la construcción de la Galería Dorada, realizada para conmemorar la canonización de Francisco de Borja.
En 1788, el pintor Francisco de Goya ambientó en la escalinata del patio la escena de su gran cuadro San Francisco de Borja despidiéndose de su familia, encargado por los duques de Osuna para la Catedral de Valencia, donde se conserva.
Tras la muerte del undécimo duque de Borja sin descendencia, el ducado y el edificio pasaron a manos de familias nobles, que normalmente no residían en Gandía. Durante prácticamente un siglo el edificio permaneció abandonado, hasta que en 1890, la Compañía de Jesús adquirió el inmueble, que se encontraba en práctica ruina, en pública subasta.
A partir de entonces se llevará a cabo en el palacio una importante restauración cuya finalidad fue consolidar todos los espacios del inmueble y promover toda una nueva decoración artística destinada a elevar la figura de San Francisco de Borja. Cabe destacar de ese periodo la construcción de la Capilla Neogótica y el acondicionamiento del Oratorio o Santa Capilla del Palacio Ducal.

## Estancias

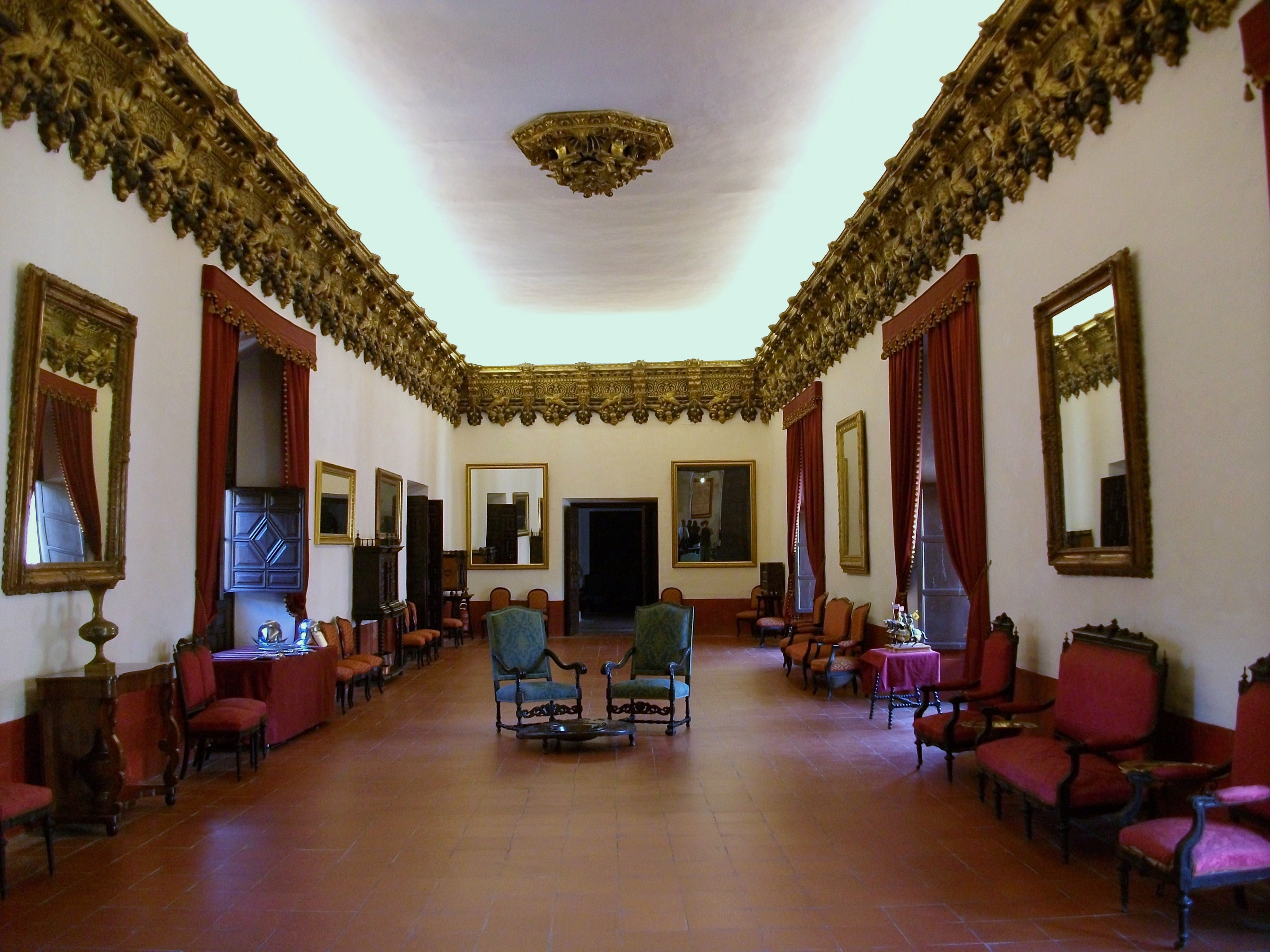
Salón de la Águilas.

En su interior son de destacar los siguientes salones y capillas:
- El Salón de Águilas
- La Galería Dorada, formada por cinco salas con los techos pintados al óleo por Gaspar de la Huerta y su taller. Inicios del siglo XVIII. Destaca la sala central, o Sala de la Glorificación, con una barroca alegoría del triunfo de San Francisco de Borja.
- El Salón de las Coronas
- La Capilla neogótica
- La Santa Capilla